# Pszenica

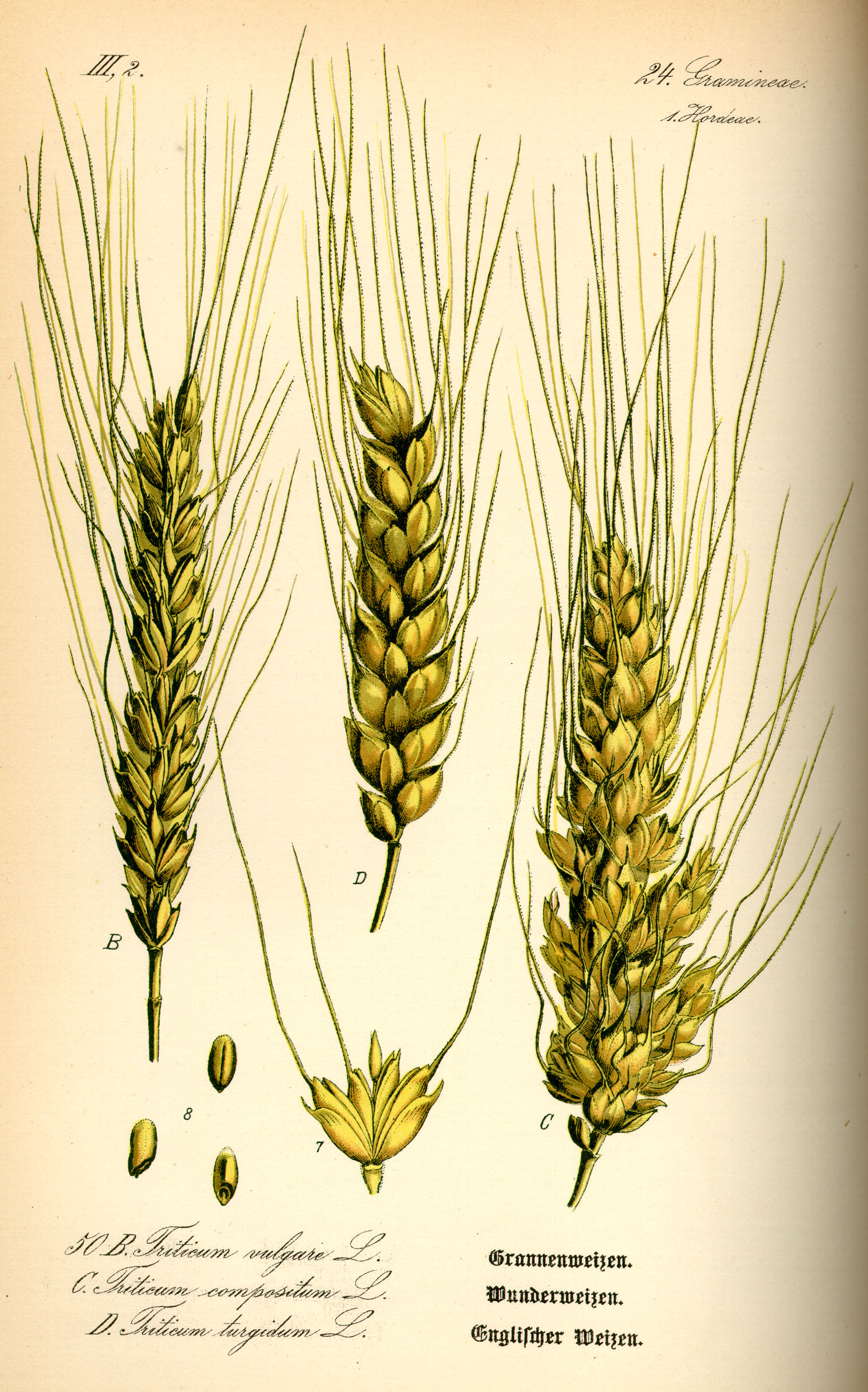
Kłosy pszenicy: B – T. aestivum, C – T. compositum, D – T. turgidum

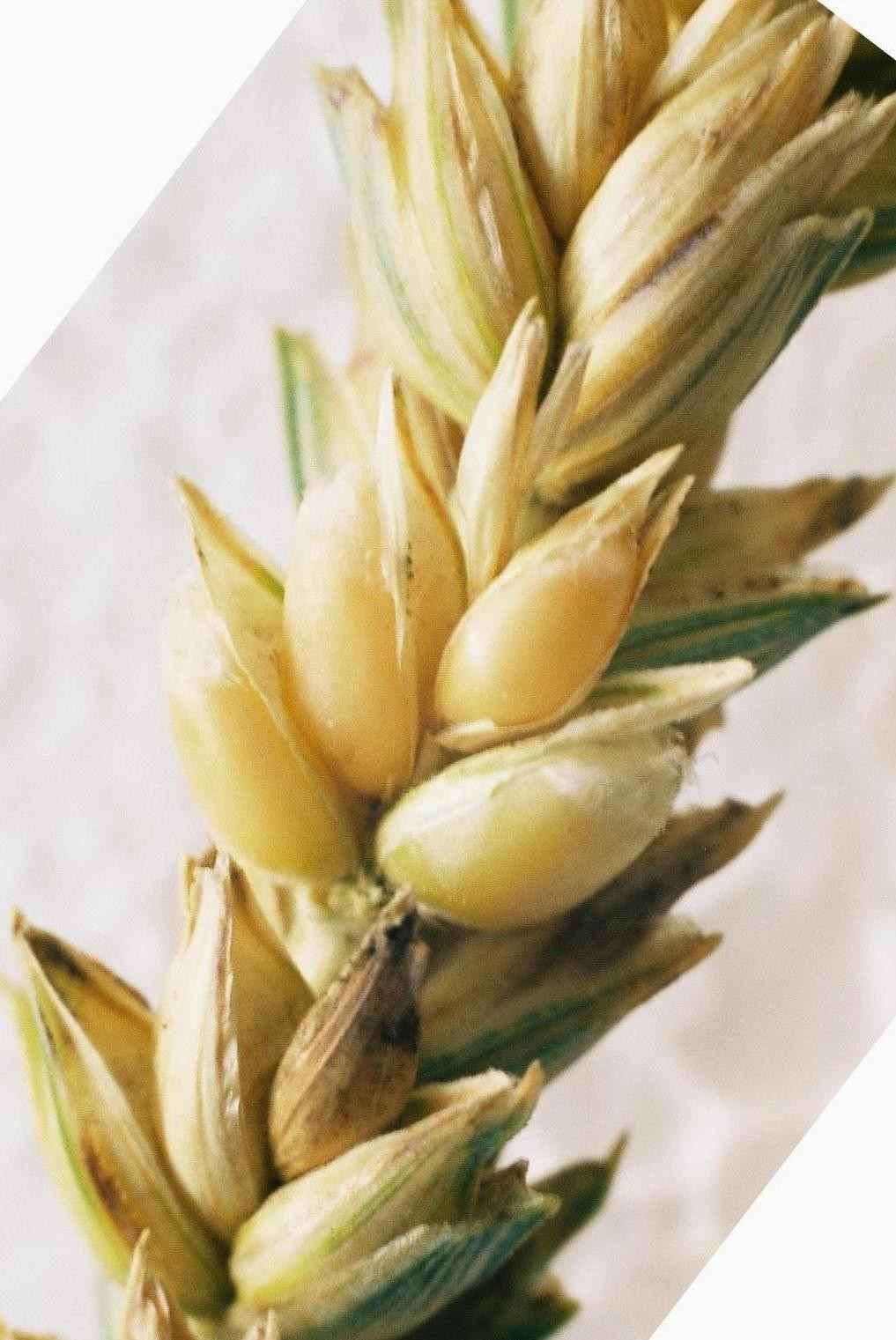
Kłos z odsłoniętymi ziarniakami w fazie dojrzałości woskowej

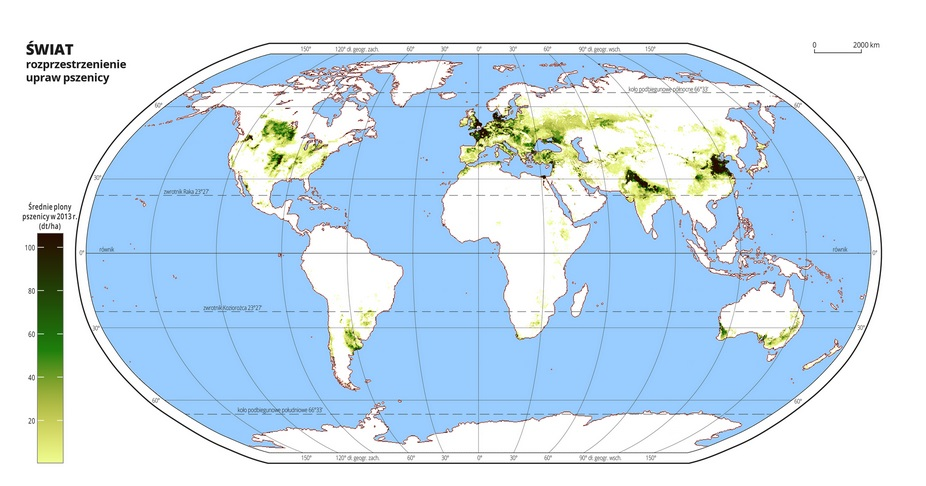
Rozmieszczenie upraw pszenicy na świecie

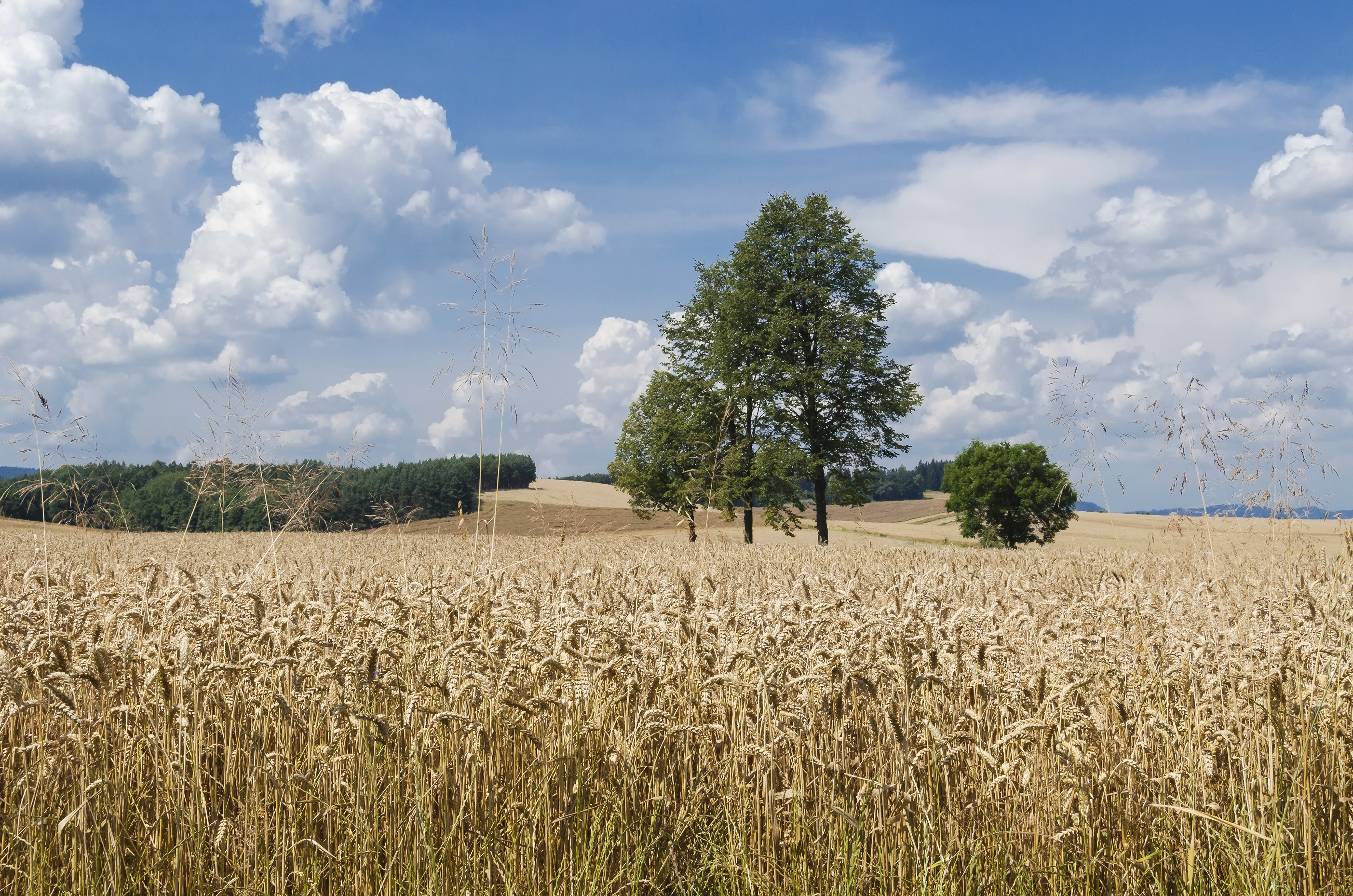
Łan dojrzałej pszenicy zwyczajnej

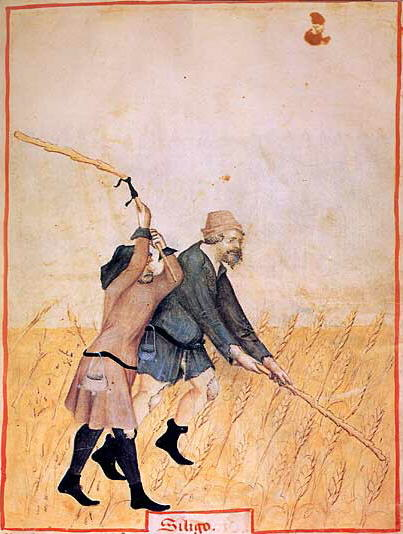
Miniatura z Tacuinum Sanitatis przedstawiająca młóckę pszenicy (XV w.)

Pszenica (Triticum L.) – rodzaj zbóż z rodziny wiechlinowatych. Pochodzi z południowo-zachodniej i środkowej Azji. Wyróżnia się około 20 gatunków pszenicy i około 10 mieszańców międzygatunkowych. Oprócz jęczmienia jest najdawniej uprawianym zbożem. Zajmuje trzecie (po kukurydzy i ryżu) miejsce w światowej produkcji zbóż. W 2018 roku produkcja na świecie wyniosła 734 045 174 ton.

## Systematyka
Pozycja systematyczna według APweb (aktualizowany system APG III z 2009)
Rodzaj należący do rodziny wiechlinowatych (Poaceae), rzędu wiechlinowców (Poales). W obrębie rodziny należy do podrodziny wiechlinowych (Pooideae), plemienia Triticeae.
Pozycja w systemie Reveala (1994–1999)
Gromada okrytonasienne (Magnoliophyta Cronquist), podgromada Magnoliophytina Frohne & U. Jensen ex Reveal, klasa jednoliścienne (Liliopsida Brongn.), podklasa komelinowe (Commelinidae Takht.), nadrząd Juncanae Takht., rząd wiechlinowce (Poales Small), rodzina wiechlinowate (Poaceae (R. Br.) Barnh.), plemię Triticeae Dumort., podplemię Triticinae Fr., rodzaj pszenica (Triticum L.).
Gatunki występujące w Polsce
- pszenica orkisz, szpelc (Triticum spelta L.) – gatunek uprawiany
- pszenica płaskurka, płaskurka (Triticum dicoccon (Schrank) Schübl.) – gatunek uprawiany
- pszenica polska (Triticum polonicum L.) – efemerofit
- pszenica samopsza, płoskurnica, mochnatka (Triticum monococcum L.) – gatunek uprawiany
- pszenica szorstka, angielska (Triticum turgidum L.) – efemerofit
- pszenica twarda (Triticum durum Desf.)[9] – gatunek uprawiany
- pszenica zwyczajna (Triticum aestivum L., syn. Triticum vulgare Vill.) – gatunek uprawiany

Inne gatunki
- Triticum aethiopicum Jakubz.
- Triticum baeoticum Boiss.
- Triticum carthlicum Nevski
- Triticum compactum Host – pszenica karłowata, zbitokłosa, twardokłosa
- Triticum dicoccoides (Körn. ex Asch. & Graebn.) Schweinf.
- Triticum jakubzineri (Udachin & Shakhm.) Udachin & Shakhm.
- Triticum kiharae Dorof. & Migush.
- Triticum macha Dekapr. & Menabde
- Triticum sphaerococcum Percival
- Triticum timopheevii (Zhuk.) Zhuk.
- Triticum turanicum Jakubz.
- Triticum urartu Thumanjan ex Gandilyan

Mieszańce międzygatunkowe
- Triticum × borisovii Zhebrak
- Triticum × dimococcum E.Schiem. & Staudt
- Triticum × duelongatum Poleva
- Triticum × duromedium Lubimova
- Triticum × edwardii Zhebrak
- Triticum × fungicidum Zhuk.
- Triticum × teres H.R.Jiang & X.X.Kong
- Triticum × timococcum Kostov
- Triticum × turgidovillosum Tschermak

Krzyżówka pszenicy z żytem nosi nazwę pszenżyta (Triticosecale).

## Uprawa
Historia
Pierwszymi dzikimi, a następnie uprawianymi gatunkami pszenic była samopsza oraz pszenica płaskurka. Udomowienie pszenicy nastąpiło około 9 tysięcy lat p.n.e. w rejonie Żyznego Półksiężyca na Bliskim Wschodzie (według jednej z hipotez, uczyniono to ze względu na produkcję piwa). W zawartości jelit człowieka z Similaun (zm. ok. 3300 lat p.n.e.) znaleziono częściowo strawioną samopszę. Z czasem pszenica zwyczajna wyparła płaskurkę i samopszę. Współczesne odmiany pszenicy zostały zmodyfikowane w ten sposób, aby były odporne na suszę, choroby i wysokie temperatury.
Produkcja
Lista największych producentów pszenicy na świecie w 2018 roku
| Lp. | Państwo           | Ilość (tony) |
| --- | ----------------- | ------------ |
| 1   | Chiny             | 131.440.500  |
| 2   | Indie             | 99.700.000   |
| 3   | Rosja             | 72.136.149   |
| 4   | Stany Zjednoczone | 51.286.540   |
| 5   | Francja           | 35.798.234   |
| 6   | Kanada            | 31.769.200   |
| 7   | Pakistan          | 25.076.149   |
| 8   | Ukraina           | 24.652.840   |
| 9   | Australia         | 20.941.134   |
| 10  | Niemcy            | 20.263.500   |
| 11  | Turcja            | 20.000.000   |
| 12  | Argentyna         | 18.518.045   |
| 13  | Iran              | 14.500.000   |
| 14  | Kazachstan        | 13.944.108   |
| 15  | Wielka Brytania   | 13.555.000   |
| 16  | Rumunia           | 10.143.671   |
| 17  | Polska            | 9.820.315    |
| 18  | Egipt             | 8.800.000    |
| 19  | Hiszpania         | 7.989.906    |
| 20  | Maroko            | 7.320.620    |
|     | Świat             | 734.045.174  |

Choroby pszenicy
- wirusowe: karłowatość pszenicy, mozaika pszenicy ozimej, paskowana mozaika pszenicy,
- wywołane przez bakterie: bakteryjna mozaika pszenicy, bakteryjna plamistość liści pszenicy, bakteryjne czernienie pszenicy, biała pasiastość liści pszenicy, brunatnienie źdźbła pszenicy, czernienie nasady plew pszenicy, różowienie ziarniaków pszenicy, żółta bakterioza pszenicy
- wywołane przez grzyby i lęgniowce: askochytoza pszenicy, askochytoza zbóż, brunatna plamistość liści zbóż, czerń zbóż, dilofosporoza pszenicy, fuzarioza kłosów zbóż, fuzaryjna zgorzel podstawy źdźbła i korzeni zbóż, głownia pyląca pszenicy, łamliwość źdźbła zbóż i traw, mączniak prawdziwy zbóż i traw, naczyniowa pasiastość liści zbóż, ostra plamistość oczkowa, pałecznica zbóż i traw, pleśń śniegowa zbóż i traw, rdza brunatna pszenicy, rdza źdźbłowa zbóż i traw, rynchosporioza zbóż, septorioza paskowana liści pszenicy, septorioza liści pszenicy, septorioza plew pszenicy, sporysz zbóż i traw, śnieć gładka pszenicy, śnieć indyjska pszenicy, śnieć karłowa pszenicy, śnieć cuchnąca pszenicy, zgorzel siewek[14].

## Znaczenie kulturowe
- W starożytnym Egipcie ziarna pszenicy wykorzystywane były w misteriach poświęconych Ozyrysowi[15] – przed zasiewami lepione były z ziemi figurki przedstawiające bóstwo, w które następnie wkładano ziarna zboża. Po pewnym czasie cała figurka pokrywała się zielonymi pędami co nawiązywało do mitycznej śmierci i odrodzenia boga, która miała zapewniać cykliczne wylewy Nilu.
- W mitologii greckiej kłosy pszenicy były atrybutem bogini Demeter[16].
- W czasach biblijnych pszenica była w Egipcie i na Bliskim Wschodzie najważniejszą rośliną uprawną. W Biblii wymieniona jest ponad 70 razy[17].